# Моромши
Моромши (фр. Moromchi) — деревня в Чаде, расположенная на территории региона Канем. Входит в состав департамента Канем.

## География
Деревня находится в западной части Чада, к северо-востоку от озера Чад, на высоте 305 метров над уровнем моря.
Моромши расположен на расстоянии приблизительно 197 километров к северо-северо-востоку (NNE) от столицы страны Нджамены. Ближайшие населённые пункты: Баджия, Ам-Гева, Бурнак, Генитуло, Дигелаба, Ам-Гуду, Дербелабан.
Климат деревни характеризуется как аридный жаркий (BWh в классификации климатов Кёппена).

## Транспорт
Ближайший аэропорт расположен в городе Нгури.